# Хазельбах (Альтенбург)
Хазельбах (нем. Haselbach) — община в Германии, в земле Тюрингия.
Входит в состав района Альтенбург. Подчиняется управлению Плайссенауэ. Население составляет 833 человека (на 31 декабря 2010 года). Занимает площадь 2,75 км².